# Maria Hemelvaartkathedraal (Lviv)
De Aartskathedrale basiliek van de Tenhemelopneming van de Maagd Maria (Oekraïens: Архикафедра́льна бази́ліка Успі́ння Пресвято́ї Ді́ви Марі́ї), meestal kortweg de Latijnse Kathedraal (Латинський собор) genoemd, is de aan de zuidwestelijke hoek van het marktplein gelegen rooms-katholieke kathedraal van de stad Lviv (in het Nederlands historisch ook bekend als Lemberg).

## Geschiedenis

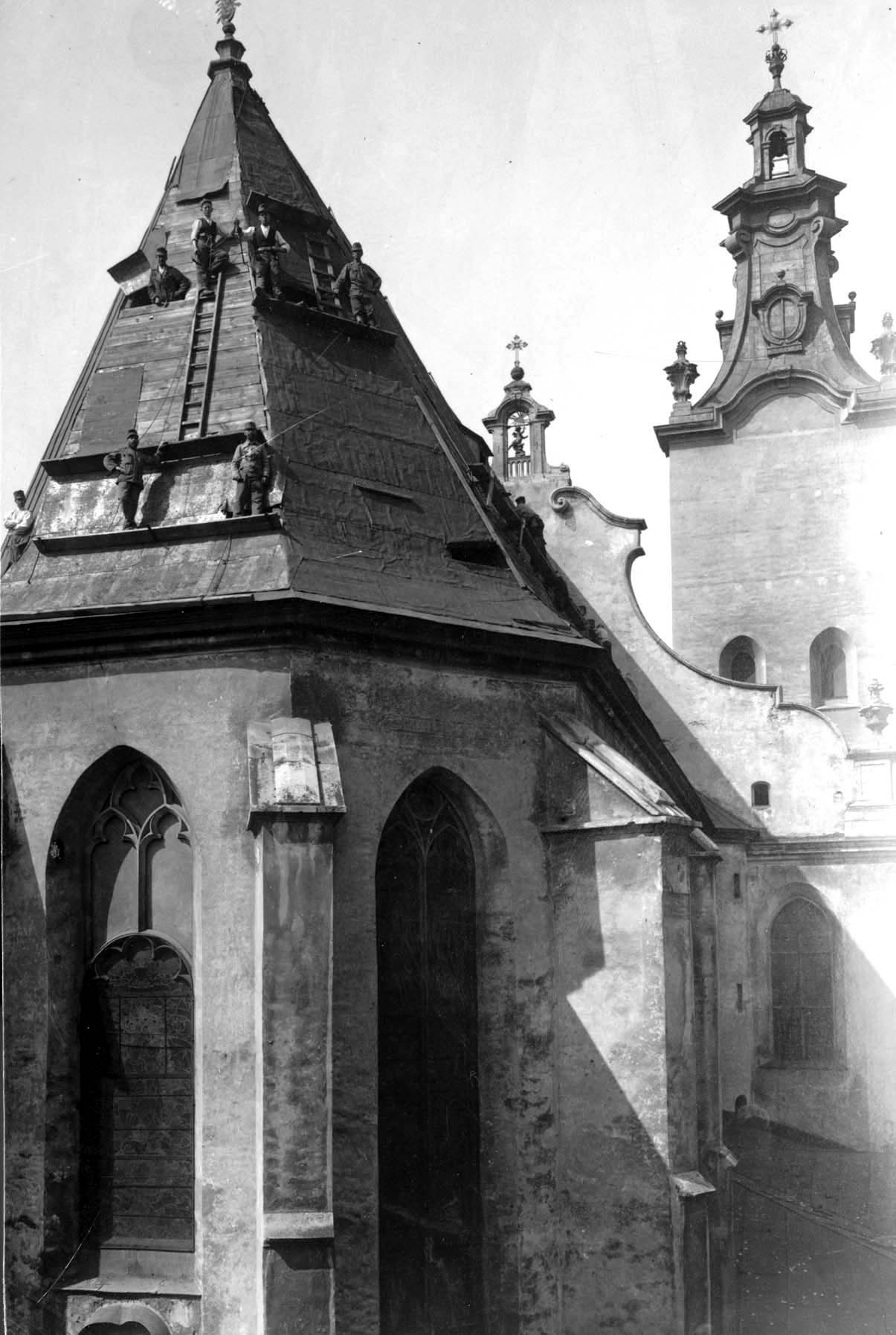
1916: Oostenrijkse troepen verwijderen het koper van het dak van de kerk

De eerste kerk op deze plek was een klein houten rooms-katholiek kerkgebouw gewijd aan de Heilige Drie-eenheid. De kerk werd gebouwd in 1344 en brandde zes jaar later af. In 1360 gaf koning Casimir III van Polen het startsein tot de bouw van een gotische kathedraal voor het nieuw gestichte bisdom. De kerk werd gewijd in 1405. De zetel van de bisschop verhuisde in 1412 van Halytsj naar Lviv. De bouw duurde nog de hele 15e eeuw en pas in 1481 werd het gebouw plechtig ingewijd.
Het gebouw werd getuige van vele belangrijke gebeurtenissen en werd herhaaldelijk bezocht door Poolse koningen. Op 1 april 1656, terwijl het land door een Zweedse overmacht werd aangevallen, legde koning Jan II Casimir van Polen tijdens een plechtig mis bij de beeltenis van de Heilige Maagd Maria de zogenaamde "Eed van Lemberg" af. De eed betekende het toevertrouwen van de Pools-Litouwse Gemenebest aan de bescherming van de Heilige Maagd Maria en de erkenning van Maria als de Koningin van de Poolse Kroon, als men er in zou slagen de Zweedse aanval af te slaan. De koning hield zich aan de gelofte en ook nu nog staat Maria bekend als de Koningin van Polen.
Op initiatief van aartsbisschop Wacław Sierakowski werd de kerk ingrijpend verbouwd. Bij de verbouwing werden veel grafmonumenten, epitafen en altaren uit de gotiek en renaissance verwijderd. De bouw kreeg een laatbarok karakter met rococo-elementen. Het miraculeuze icoon van de Moeder Gods werd in 1776 van kroontjes voorzien en in het hoofdaltaar aangebracht. In 1777 kreeg een van de beide torens een rococo opbouw. Het neogotische orgel werd in 1819 geïnstalleerd. Tegen het einde van de 19e eeuw werd het presbyterium in gotische stijl vernieuwd naar ontwerp van Julian Zachariewicz. Józef Mehoffer en Jan Matejko ontwierpen nieuwe glas-in-loodramen. De kathedraal kreeg van paus Pius X in 1910 de status van basilica minor
Het dak van de kathedraal en de toren zijn bedekt met koper. In de Eerste Wereldoorlog werd de koperbedekking van het dak van de kathedraal verwijderd door Oostenrijkse troepen. De kathedraal wist de  Tweede Wereldoorlog vrijwel zonder beschadiging te doorstaan.
De Latijnse Kathedraal is een van de beide kerken in Lviv die tijdens het Sovjet-regime niet werd gesloten, alhoewel de bisschoppen destijds resideerden in Lubaczów, een stad in het zuidoosten van Polen niet ver van de grens met Oekraïne. Paus Johannes Paulus II herstelde het bisdom in 1991. Het miraculeuze icoon van de Maagd Maria werd na de Tweede Wereldoorlog meegenomen naar Krakau en later in 1974 naar Lubaczów. In 1983 werd het icoon opnieuw gekroond in Jasna Góra en tegenwoordig verblijft het in Lubaczów. De kathedraal van Lviv bezit een kopie van het icoon, dat gekroond werd door paus Johannes Paulus II tijdens zijn bezoek aan Oekraïne op 26 juni 2001.
In 2006 vierde men in de kerk het 350-jarig jubileum van de gelofte van Lemberg in aanwezigheid van de Poolse president Lech Kaczyński.

## Afbeeldingen

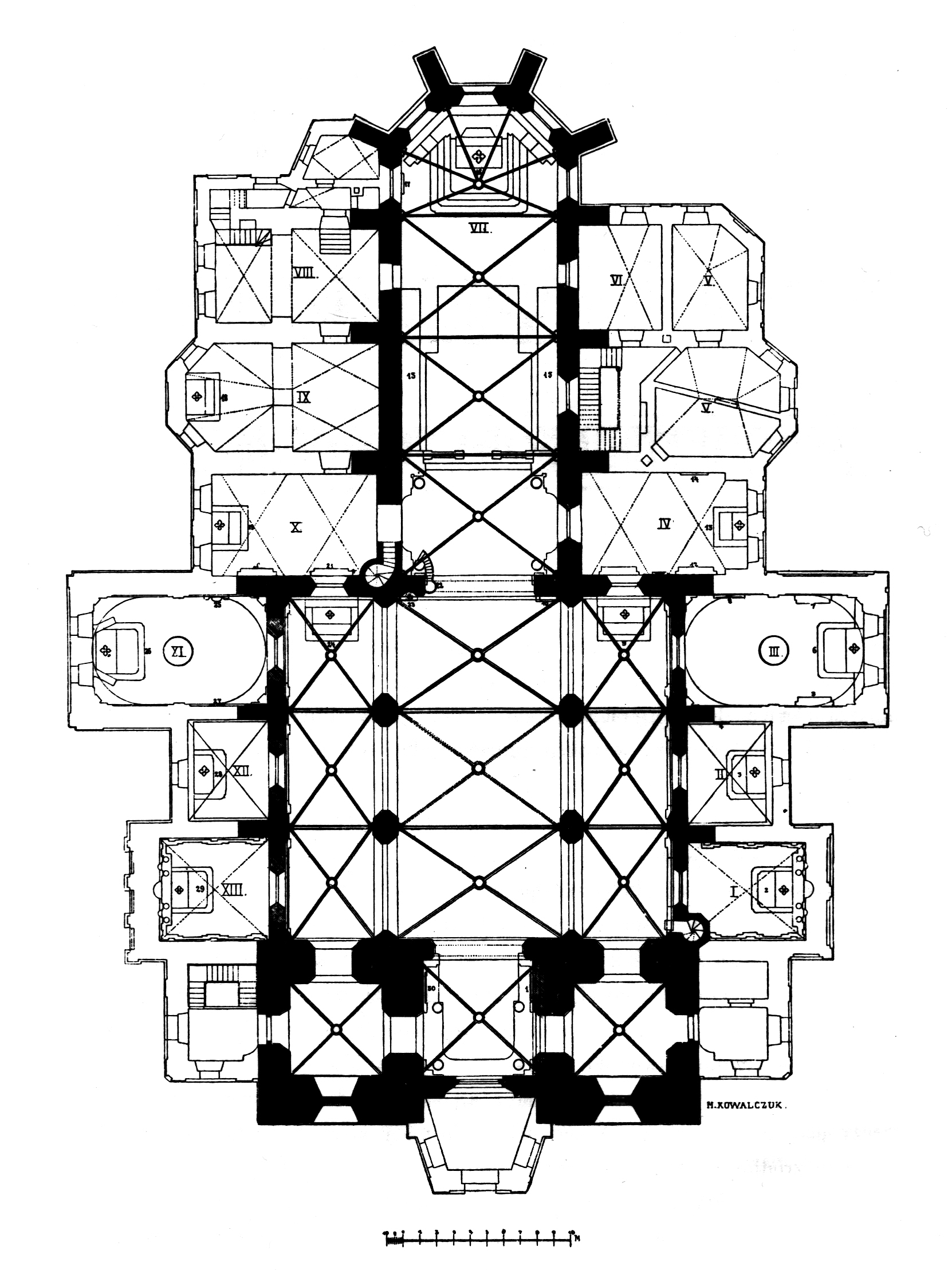
Plattegrond van de kerk
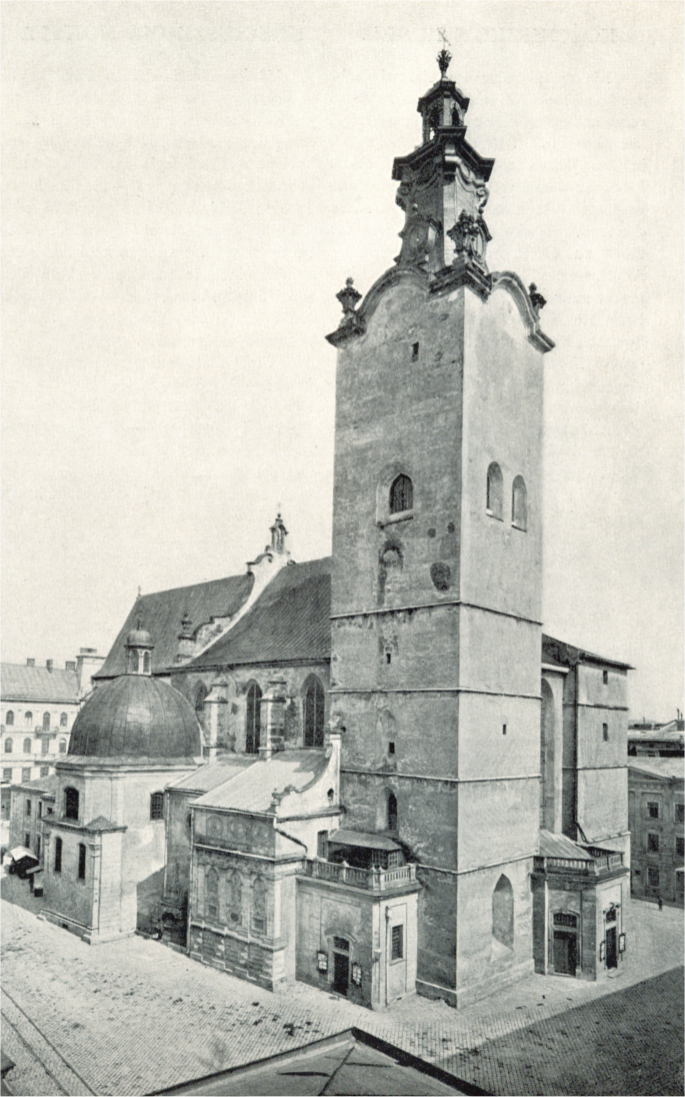
De kerk in 1898
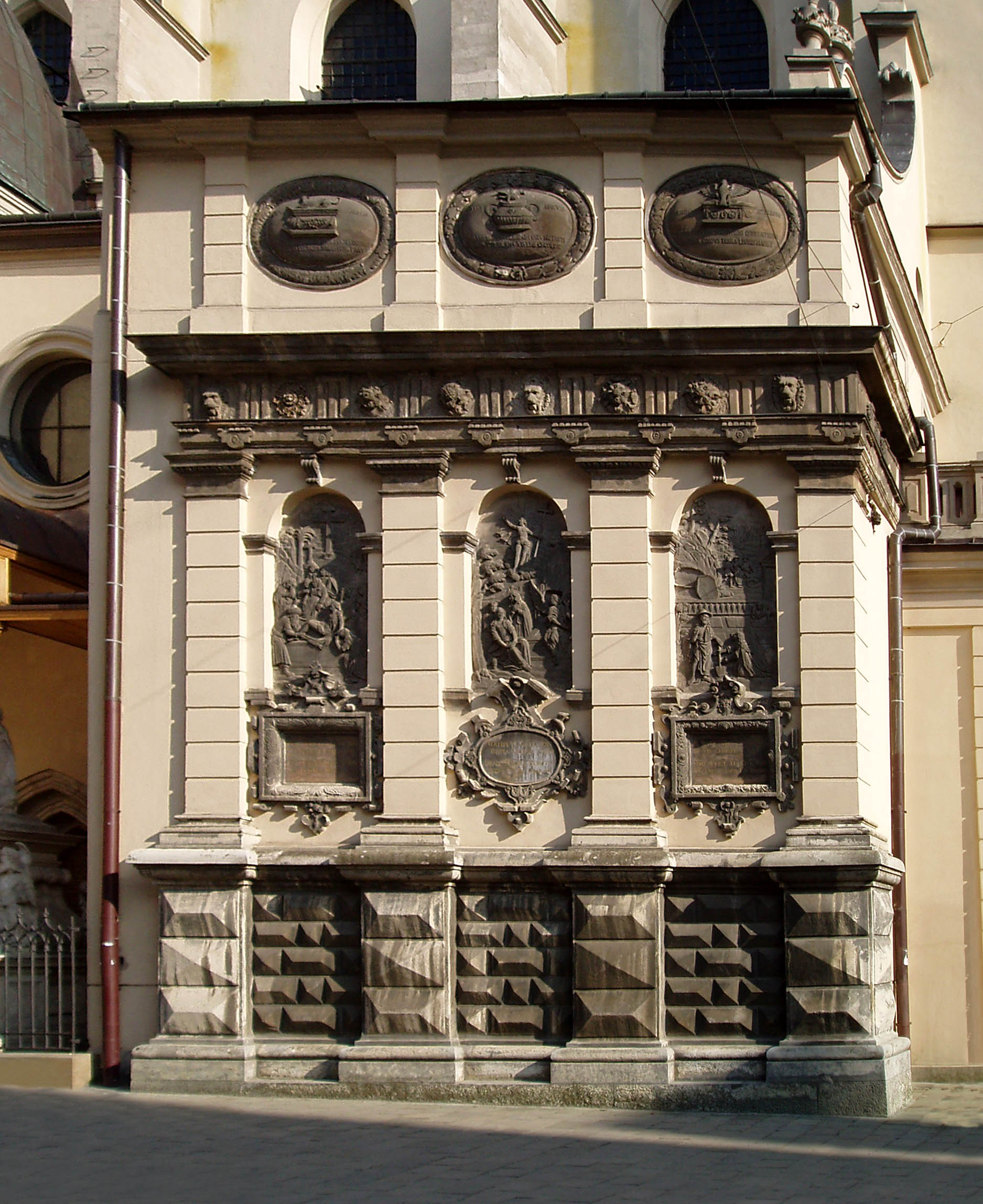
Kapel van de Geseling (Kapel van de familie Kampian)
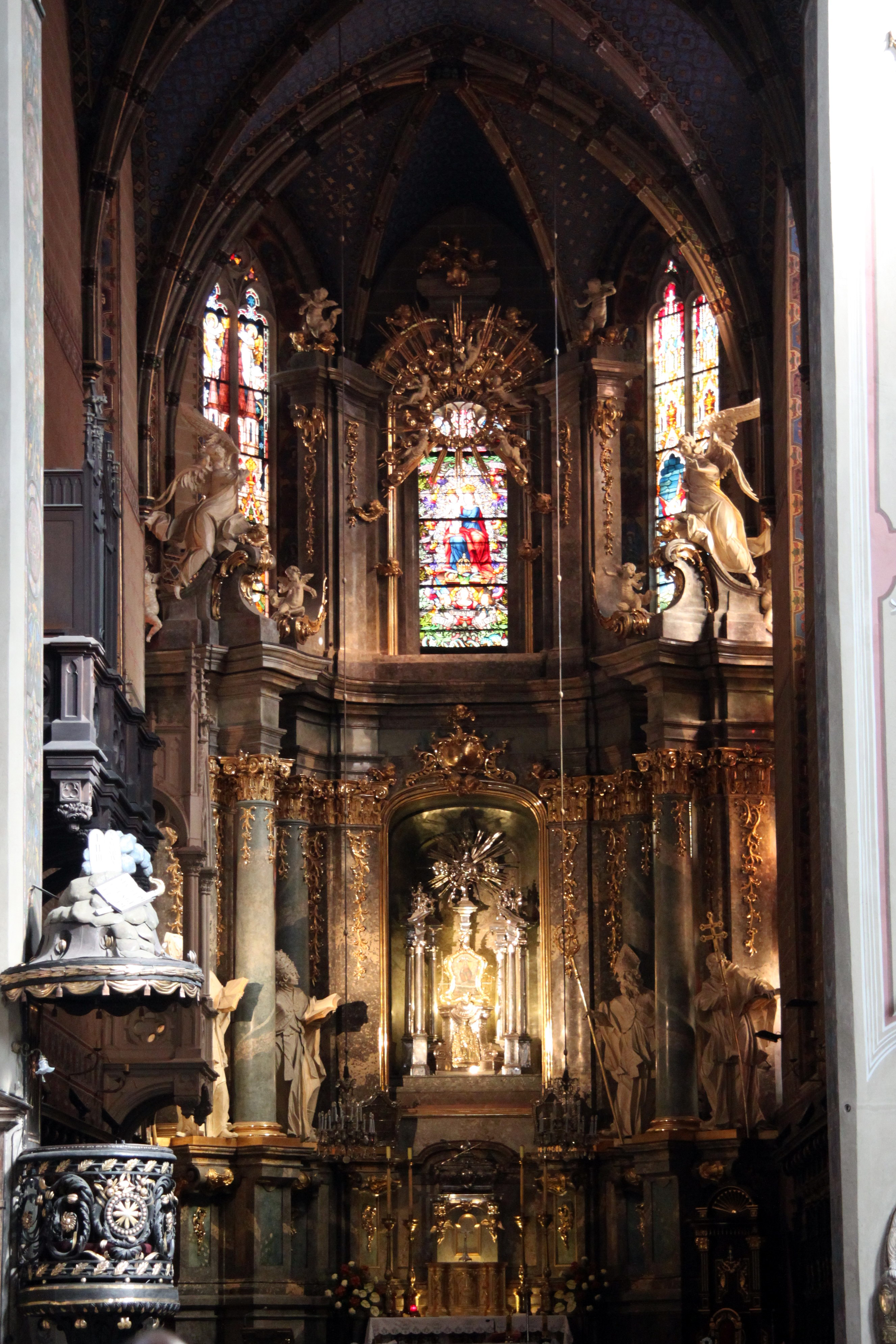
Altaar
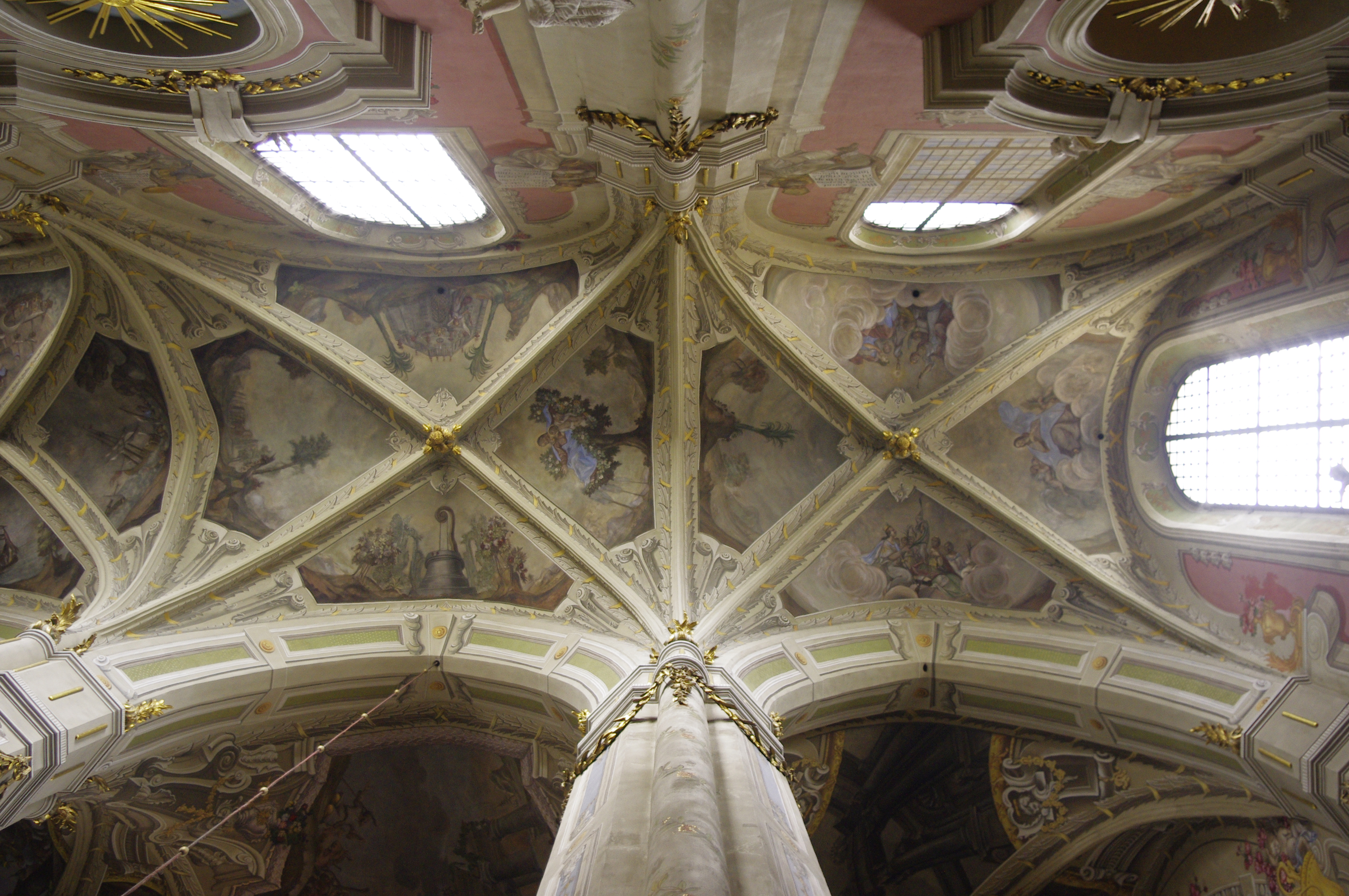
Gewelven
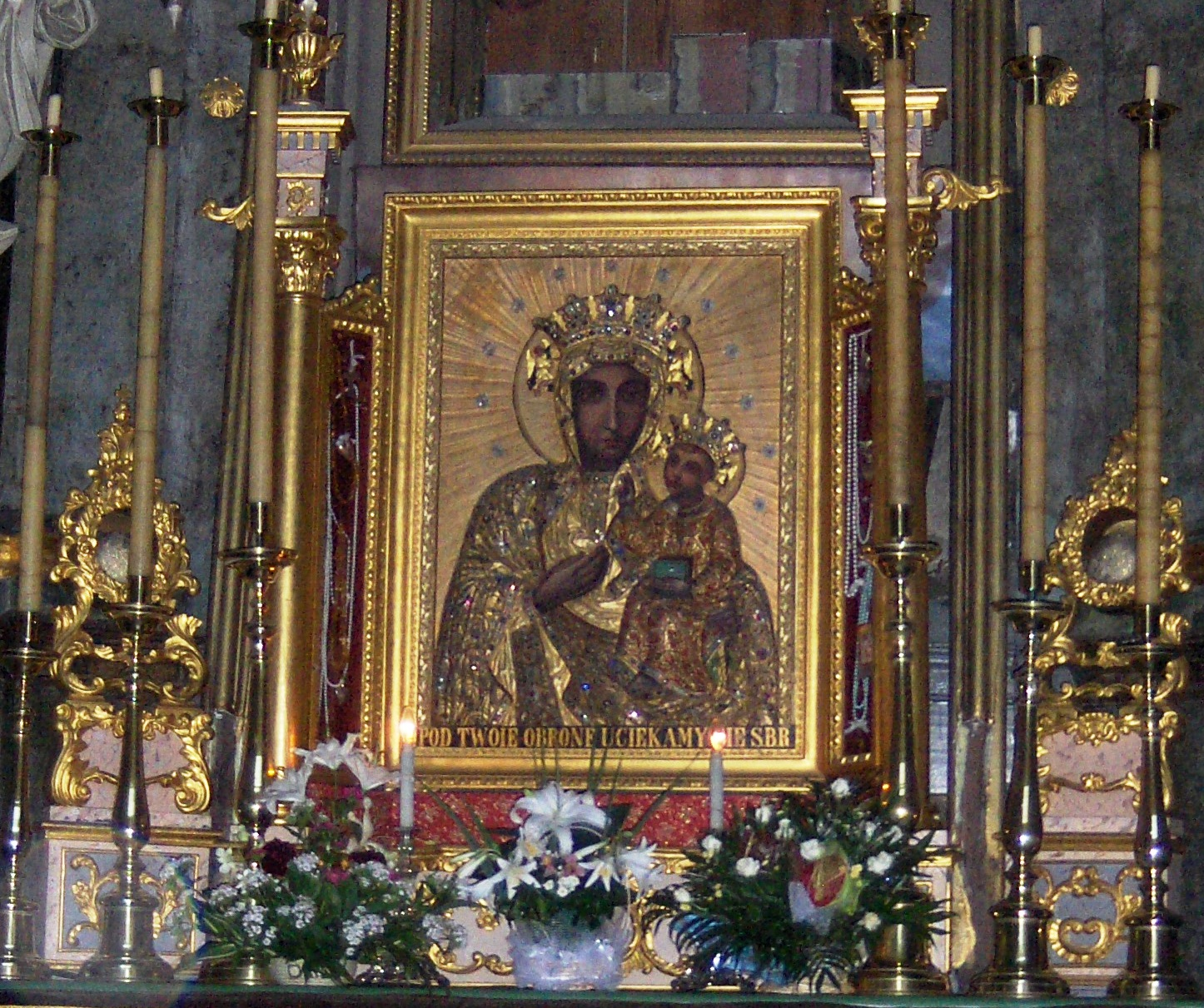
Miraculeus icoon van de Heilige Maagd
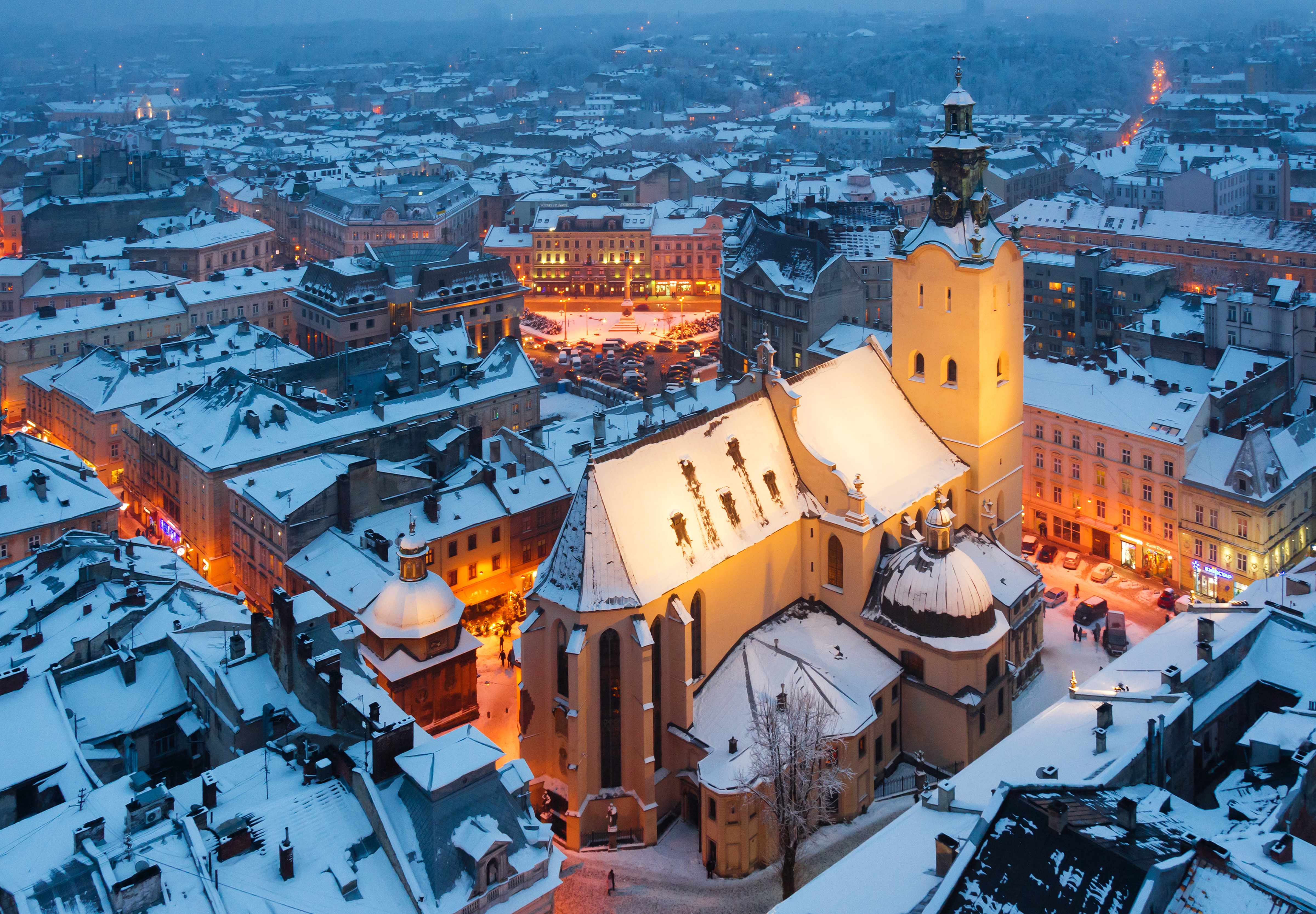